# امامزاده سلیمان
امامزاده سلیمان مربوط به دوره صفوی است و در شهرستان کرج، بخش مرکزی، روستای ارنگه واقع شده است. ساختمان بنای امامزاده از یک ایوان ورودی رو به شمال، یک تالار مستطیل شکل که کاربری نمازخانه دارد و اتاقی مربع شکل جهت نگهداری ضریح فلزی امامزاده، تشکیل گشته است.
گنبد مدور امامزاده کاملاً کاشیکاری و داخل امامزاده با اندود گچ و گچبری پوشش داده شده است؛ و این اثر در تاریخ ۱۰ دی ۱۳۸۱ با شمارهٔ ثبت ۶۵۶۳ به‌عنوان یکی از آثار ملی ایران به ثبت رسیده است.